# Famille von Tiesenhausen
La famille von Tiesenhausen est une famille de la noblesse allemande de Livonie originaire de Basse-Saxe et du Holstein qui étendit ses ramifications dans les provinces baltes et dans l'empire russe.
La famille tient son nom d'un lieu de Basse-Saxe au nord de Nienburg-sur-la-Weser, où les frères Eggelbert et Heinrich von Tiesenhausen étaient vassaux du comte de Nienburg en 1215.

## Historique
C'est en 1198 que les frères Ethelbrecht et Dietrich von Tiesenhausen, s'installèrent en Livonie. Ethelbrecht était un chevalier teutonique. On trouve aussi un Engelbert von Tiesenhausen en Livonie en 1210, chevalier et vassal de l'évêque de Dorpat, Hermann de Buxhoeveden (1163-1248) en 1224. Ses descendants s'installent dans de vastes domaines en Livonie. Des branches de la famille s'installent aussi dans le Holstein et à Lübeck, où ils s'allient à des familles de la ligue hanséatique, comme les Warendorp. Deux branches se distinguent d'après leurs domaines de Livonie : les Tiesenhausen d'Erla (ou Erlaa en suédois) et les Tiesenhausen de Bersohn. Elles se ramifient en Courlande, en Prusse, en Pologne et plus tard en Russie. 
Les chevaliers Engelbrecht et Peter von Tiesenhausen sont envoyés de l'archevêque de Riga au concile de Constance en 1417. Batholomäus von Tiesenhausen négocie et conclut le traité de paix entre l'Ordre Livonien et la ville de Riga en 1497. Georg von Tiesenhausen est évêque de Réval de 1525 jusqu'à sa mort en 1530. Sa sœur Könne von Tiesenhausen  est mariée avec Franz, le frère de l'archevêque de Riga, Johann II. von Blankenfeld (1471–1527).
Heinrich von Tiesenhausen laisse une chronique intéressante au XVIIe siècle à propos de l'histoire de sa famille.
Lorsque les provinces baltes entrent dans l'empire russe au XVIIIe siècle, les Tiesenhausen se font immatriculer dans les trois assemblées de la noblesse des gouvernements baltes et de Vilnius, ainsi plus tard que dans celles des gouvernements russes de Voronej, Podolsk, Riazan, Saratov, Tver et Saint-Pétersbourg.
Les Tiesenhausen sont barons baltes, comtes du Saint-Empire, et comtes de l'Empire russe. Ils font partie, avec les Ungern, les Rosen et les Uexküll, des quatre familles baltes que l’on appelait autrefois les « Quatre de la main réunie ».

## Armoiries

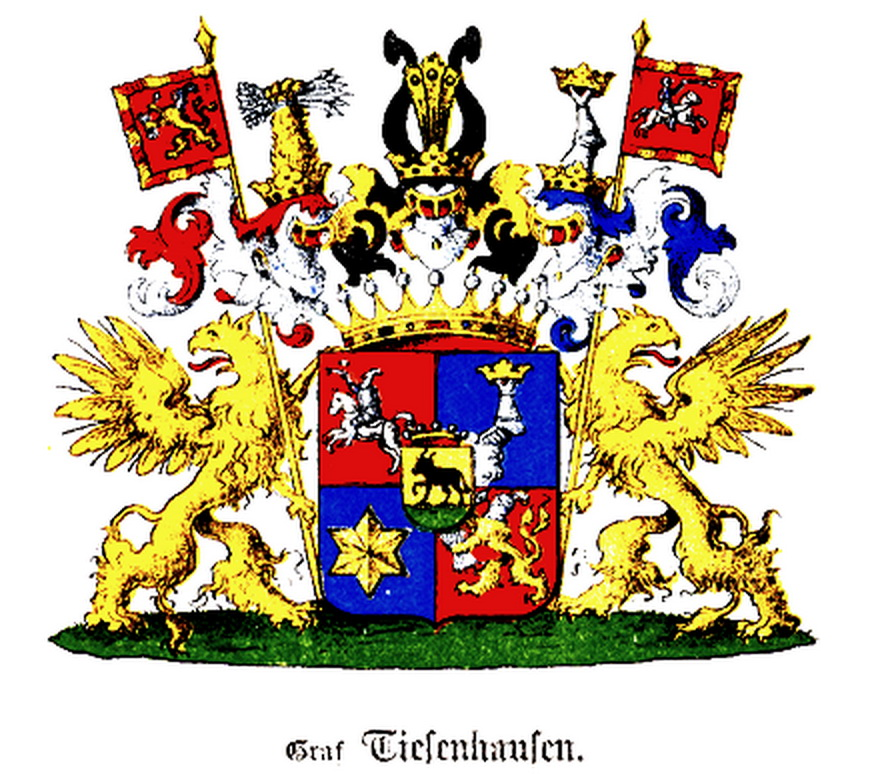
Armoiries des comtes von Tiesenhausen.

Les armes de la famille von Tiesenhausen se blasonnent ainsi : ...

## Personnalités

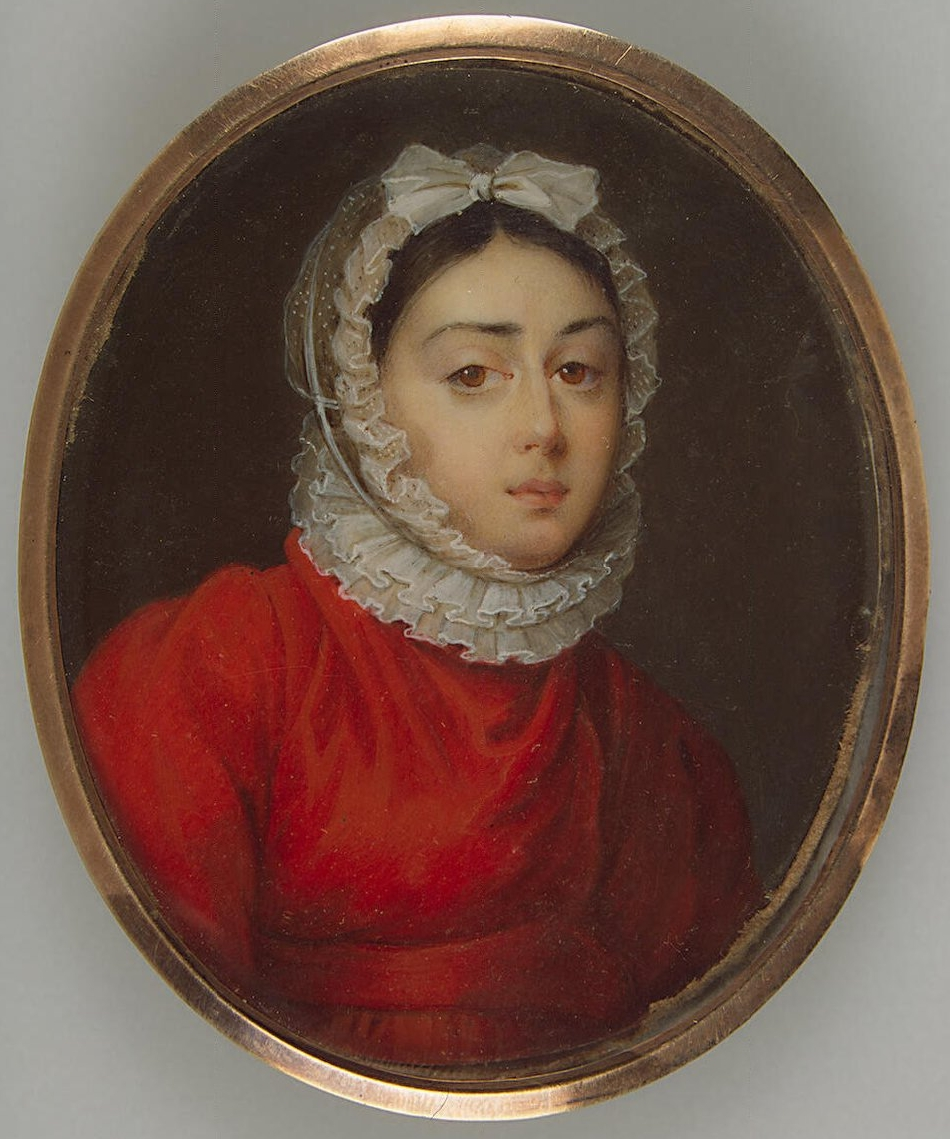
Portrait de Catherine von Tiesenhausen.

- Georg von Tiesenhausen (mort en 1530), évêque de Reval (1525-1530) et évêque de Ösel (1527-1530)
- Hans Heinrich von Tiesenhausen (mort en 1662), général-major de l'armée suédoise, fait baron d'Erlaa par la couronne suédoise
- Fabian Georg von Tiesenhausen (mort en 1764), commandant de la forteresse de Réval
- Bernd Gustav Heinrich von Tiesenhausen (1703-1789), landrat du gouvernement d'Estland, devenu comte du Saint-Empire en 1759, de la branche de Bersohn, propriétaire du domaine de Groß-Sauß
- Johann von Tiesenhausen (mort en 1815), fils du précédent, de la branche de Bersohn, Ober-Hofmeister (c'est-à-dire grand-chambellan) à la cour de Russie
- Paul von Tiesenhausen (1774-1862), fils du précédent, de la branche de Bersohn, sénateur de l'empire russe
- Ferdinand (ou Fiodor en russe) von Tiesenhausen (1782-1805), fils du précédent, aide-de-camp d'Alexandre Ier de Russie, mort à la bataille d'Austerlitz, époux de la princesse Élisabeth Golenichtchev-Koutouzov (1783-1839), fille du maréchal Koutouzov
- Catherine von Tiesenhausen (1803-1888), fille du précédents, demoiselle d'honneur à la cour, maîtresse du prince Frédéric-Guillaume de Prusse, futur roi de Prusse
- Dorothée (ou Daria en russe) von Tiesenhausen (1804-1863), dite Dolly, sœur de la précédente, comtesse de Ficquelmont, épouse du comte de Ficquelmont et mémorialiste
- Victor von Tiesenhausen (1842-1907), sénateur
- Baron Karl von Tiesenhausen (1802-1887), lieutenant-général, combattant de la guerre russo-turque de 1828-1829
- Philip Gothard von Tiesenhausen (1786-?), chevalier de l'ordre de Saint-Georges, général-major
- Peter von Tiesenhausen (1815-après 1842), ami de Lermontov, combattant des guerres du Caucase
- Eugène von Tiesenhausen (1817-1875), ingénieur de la marine, lieutenant-général, construisit les quais de la forteresse de Cronstadt
- Baron Ernst Woldemar (dit Wladimir) von Tiesenhausen (1825-1902), numismate, académicien, orientaliste
- Paul von Tiesenhausen (1837-1876), de la branche d'Erla, peintre de la marine impériale russe
- Gerhard von Tiesenhausen (1878-1917), architecte de Riga, de la branche d'Erla
- Baron Hans-Diedrich von Tiesenhausen (1913-2000), de la branche d'Erla, lieutenant-capitaine allemand
- Alexis de Tiesenhausen, directeur départemental d'art russe chez Christie's

## Branche de Lituanie
Une branche s'installe au sud de la Livonie au XVIIe siècle (aujourd'hui en Lituanie) et commence à écrire son nom à la manière  polono-lituanienne ou biélorusse, Tyzenhauz. Gothard Tyzenhauz/von Tiesenhausen entre dans la carrière militaire et commande Dorpat, il meurt en 1640.
Cette branche polono-lituanienne s'éteint en ligne masculine en 1880.
- Antoine Tyzenhauz (1733-1785) devient un financier célèbre de Pologne-Lituanie et meurt à Varsovie ;
- Sophie Tysenhaus (1790-1878), écrivain, seconde épouse du comte Antoine-Louis-Octave de Choiseul-Gouffier.

## Domaines

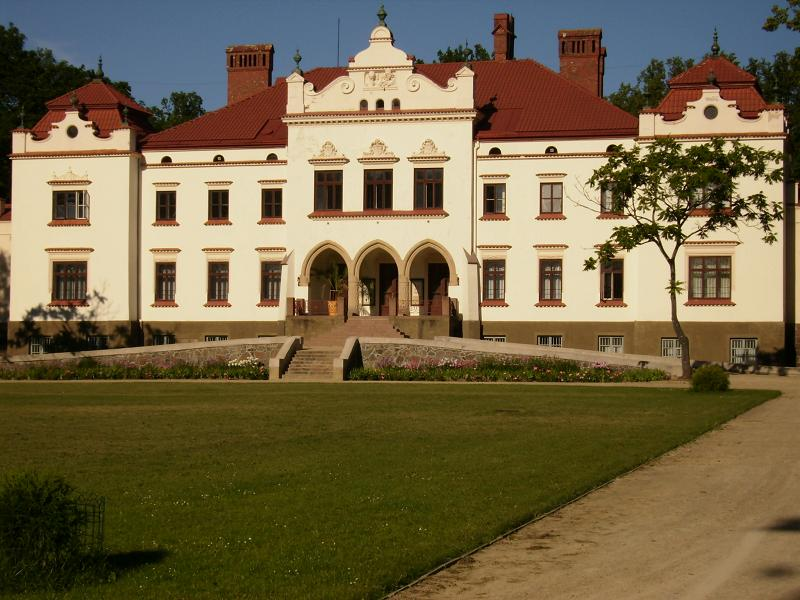
Château de Rokischken.

- Manoir d'Allo, aujourd'hui Alu, près de Rapla en Estonie
- Château de Fall, aujourd'hui à Keila-Joa en Estonie, qui appartint ensuite à la famille von Benckendorff
- Domaine de Groß-Sauß, aujourd'hui à Sausti en Estonie
- Manoir d'Hermet, aujourd'hui Hertu, près de Rapla en Estonie
- Château de Rappel, aujourd'hui à Rapla en Estonie
- Château de Rokischken, aujourd'hui à Rokiškis en Lituanie
- Château de Waldau, aujourd'hui à Valtu, près de Rapla en Estonie (détruit pendant la révolution de 1905)